# Iván Prado Sejas
Iván Prado Sejas (* 1953 in Tarata, Departamento Cochabamba, Bolivien) ist ein bolivianischer Psychologe, Schriftsteller und Dichter, der Science-Fiction und Fantasy überwiegend auf Spanisch, daneben aber auch auf Quechua schreibt.

## Leben
Iván Prado Sejas wurde 1953 in Tarata im Departamento Cochabamba in Bolivien geboren. Er studierte Psychologie an der Universität Brasília, wo er 1978 seine Lizenziatur erzielte. An der Universidad Privada Boliviana studierte er Unternehmensführung (Dirección y Administración de Empresas) und erreichte hier den Grad als Magister.

## Literarisches Schaffen
Iván Prado Sejas begann Mitte der 1970er Jahre zu schreiben, als er Student war. Er schrieb Gedichte und Erzählungen. 1998 gewann er mit einem kurzen Roman auf Quechua mit dem Titel Inka Kutimunña („Der Inka ist wieder da“) den Literaturpreis des bolivianischen Ministeriums für Schule und Kultur. In einem Teil dieses Romans wird die fiktive Machtübernahme durch die Indigenen beschrieben. Erst 2004 entschied sich Iván Prado jedoch, regelmäßig zu schreiben und seine Werke zu veröffentlichen. So erschien 2006 in spanischer Sprache sein Roman Las amazonas – Poder y gloria („Die Amazonen – Macht und Ruhm“). Später folgten, ebenfalls in spanischer Sprache, El crepúsculo en la noche de los tiempos (2008), Samay Pata – al rescate de los Selenitas (2012) und Los sueños del padre (2009).
Im Jahre 2020 gründete Iván Prado gemeinsam mit 24 weiteren Schriftstellern aus Bolivien einen „PEN Quechua“ mit Sitz in Cochabamba, der im September 2021 von PEN International als Mitgliedsorganisation anerkannt wurde. Iván Prado wurde Vorsitzender; außerdem wurden in das erste Direktorium Esther Balboa Bustamante, Juan Clavijo Román, Gonzalo Montero Lara und Julieta Zurita Cavero gewählt.
Iván Prados Literatur orientiert sich an Science-Fiction und Fantasy. Dabei behandeln nach seiner Aussage die meisten seiner Werke soziale und politische Themen Perus und der Welt.

## Werke

### Romane (Quechua)
- 1998: Inka Kutimunña

### Romane (spanisch)
- 2006: Las amazonas. Poder y gloria
- 2008: El crepúsculo en la noche de los tiempos
- 2012: Samay Pata: al rescate de los Selenitas

### Erzählungen
- 2009: Los sueños del padre

### Lyrik
- 2010: Arawi valluno
- 2011: Mujer eterna

### Artikel
- 1989: Qhaway. Ensayo de aproximación psicológica en el contexto quechua (auf Quechua). Einleitung (S. 7–8) und Übersetzung ins Spanische von Esther Balboa Bustamante, redigiert von Miguel Ángel Quiroga F. Runayay 2. Publicación semestral del Instituto de Investigaciones, Facultad de Humanidades, Universidad Mayor de San Simón, No. 2, Cochabamba 1989, S. 7–24.